# Vișan, Iași
Vișan este un sat în comuna Bârnova din județul Iași, Moldova, România.